# Tărniceni, Stara Zagora
Tărniceni (în bulgară Търничени) este un sat în comuna Pavel Banea, regiunea Stara Zagora,  Bulgaria. 

## Demografie
Componența etnică a satului Tărniceni
     Turci (30,81%)
     Bulgari (42,93%)
     Romi (20,68%)
     Nicio identificare (5,56%)
La recensământul din 2011, populația satului Tărniceni era de 899 locuitori. Nu există o etnie majoritară, locuitorii fiind bulgari (42,93%), turci (30,81%) și romi (20,68%). Pentru 5,56% din locuitori nu este cunoscută apartenența etnică.